# Babez for Breakfast
A Babez for Breakfast a Lordi nevű Finnország hard rock-zenekar ötödik stúdióalbuma, amely 2010. szeptember 15-én jelenik meg a Sony BMG, illetve a The End Records kiadásában. A zenekar az új albumhoz új jelmezeket is készített.

## Felvételek
Az album felvételei 2010. február 16-án kezdődtek Tennessee állam fővárosában, Nashville-ben, az Amerikai Egyesült Államokban. A zenekar 44 demóval látott neki a munkával, és végül 15 dalt vettek fel az új albumra.
2009 szeptemberében Mr. Lordi két dalt írt, az ex-Kiss gitáros Bruce Kulickkal és Jeremy Rubolinoval. A két dal a Cutt OfF My Head és a Call Off The Wedding. Előbbi végül nem került fel az albumra, utóbbi viszont egy ballada, amely megtalálható a lemezen.
A Granny’s Gone Crazy című dalban közreműködik Mark Slaughter, a Slaughter nevű együttes énekese.

## Az album dalai
| 1.    | SCG5: It’s a Boy!                | 1:21 |
| 2.    | Babez for Breakfast              | 3:30 |
| 3.    | This Is Heavy Metal              | 3:01 |
| 4.    | Rock Police                      | 3:58 |
| 5.    | Discoevil                        | 3:49 |
| 6.    | Call Off the Wedding             | 3:31 |
| 7.    | I Am Bigger Than You             | 3:04 |
| 8.    | ZombieRawkMachine                | 3:42 |
| 9.    | Midnite Lover                    | 3:21 |
| 10.   | Give Your Life for Rock and Roll | 3:54 |
| 11.   | Nonstop Nite                     | 3:56 |
| 12.   | Amen’s Lament to Ra              | 0:32 |
| 13.   | Loud and Loaded                  | 3:15 |
| 14.   | Granny’s Gone Crazy              | 3:56 |
| 15.   | Devil’s Lullaby                  | 3:43 |
| 48:33 |                                  |      |

## Kislemezek az albumról
1. "This Is Heavy Metal" – 2010. augusztus 9., 2010[1]

## Közreműködők
- Mr. Lordi – ének
- Amen – Gitár
- Kita – Dob, Háttérének, Zenei rendezés
- OX – Basszusgitár
- Awa – Billentyűs hangszerek

## Külső hivatkozások
- http://www.lordi.fi